# Panthersville
Panthersville és una concentració de població designada pel cens dels Estats Units a l'estat de Geòrgia. Segons el cens del 2000 tenia 11.791 habitants.

## Demografia
Segons el cens del 2000, Panthersville tenia 11.791 habitants, 4.150 habitatges, i 2.963 famílies. La densitat de població era de 1.220,5 habitants/km².
Dels 4.150 habitatges en un 38,7% hi vivien nens de menys de 18 anys, en un 33,3% hi vivien parelles casades, en un 31,9% dones solteres, i en un 28,6% no eren unitats familiars. En el 23,2% dels habitatges hi vivien persones soles el 2% de les quals corresponia a persones de 65 anys o més que vivien soles. El nombre mitjà de persones vivint en cada habitatge era de 2,83 i el nombre mitjà de persones que vivien en cada família era de 3,31.
Per edats la població es repartia de la següent manera: un 30,1% tenia menys de 18 anys, un 12% entre 18 i 24, un 32,9% entre 25 i 44, un 21% de 45 a 60 i un 4% 65 anys o més.
L'edat mediana era de 29 anys. Per cada 100 dones de 18 o més anys hi havia 77,3 homes.
La renda mediana per habitatge era de 38.590 $ i la renda mediana per família de 43.363 $. Els homes tenien una renda mediana de 30.836 $ mentre que les dones 26.602 $. La renda per capita de la població era de 16.935 $. Entorn del 7,7% de les famílies i el 10,1% de la població estaven per davall del llindar de pobresa.

## Poblacions més properes
El següent diagrama mostra les poblacions més properes.